# Witterda
Witterda é um município da Alemanha localizado no distrito de Sömmerda, estado da Turíngia.
A Erfüllende Gemeinde (português: municipalidade representante ou executante) do município de Witterda é o município de Elxleben.